# Бартолоцци, Бруно
Бру́но Бартоло́цци (итал. Bruno Bartolozzi; 8 июня 1911, Флоренция — 12 декабря 1980, Фьезоле, Тоскана) — итальянский композитор и скрипач. Наиболее известен как пионер в области расширенной трактовки деревянных духовых инструментов.

## Биография
Родился во Флоренции. Детство провёл в лишениях и был рано вынужден начать зарабатывать на жизнь из-за болезни и смерти отца, инвалида Первой мировой войны. Окончил Флорентийскую консерваторию по классу скрипки (1930, учился у Джино Нуччи), после чего несколько лет играл в ансамблях, озвучивавших немые фильмы, пока не был принят в оркестр Флорентийского музыкального мая в 1944 году, членом которого он оставался вплоть до 1965 года.
В военные годы поступил на композиторский факультет Флорентийской консерватории (окончил в 1944 году), занимаясь у Паоло Фрагапане, а также у Луиджи Даллапикколы, с которым познакомился там же.
Изучал дирижирование у Альчео Гальеры в сиенской Музыкальной академии Киджи. С 1964 года преподавал на дирижёрском факультете Флорентийской консерватории.
В 1954 году вместе с рядом других молодых композиторов основал группу «Флорентийская школа», объединение без какой-либо определённой художественной программы (как и французская «Шестёрка»), созданное для обсуждения актуальных проблем современной музыки, которая в послевоенные годы пустила свои ростки и в Италии. В группу, кроме Бартолоцци, входили Карло Проспери, Арриго Бенвенути, Альваро Компани, Реджинальд Смит Бриндл и Сильвано Буссотти. Деятельность группы постепенно прекратилась в связи с тем, что некоторые из её участников (Компани, Смит-Бриндл и Буссотти) покинули Италию на многие годы.

## Очерк творчества
Первое значительное сочинение Бартолоцци датировано 1952 годом. Специфика композиторского мышления Бартолоцци обусловлена рядом обстоятельств его жизни, в числе которых достаточно позднее созревание как результат, с одной стороны, его продолжительной занятости в качестве оркестрового музыканта, с другой — экономических последствий войны, ставивших в условия выживания, что оставляло мало времени на композицию; а также близость к Даллапикколе, под сильным влиянием которого он находился, и воспринятая через него соответствующим образом преломлённая додекафонная техника, использованная им в работах 1952—1960 годов. В их числе «Концерт для оркестра» (1952), «Дивертисмент для камерного оркестра» (1956), «Концерт для скрипки, струнных и клавесина» (1957). Венчает ранний этап творчества посвящённый Даллапикколе первый струнный квартет (1960).
После 1960 года Бартолоцци вступил в переходный период, который привёл его к основательному переосмыслению оркестрового звучания и звучания отдельных инструментов, что вылилось в результате знакомства с Серджо Пенацци, первым фаготом оркестра Ла Скала, в детальнейшее и систематическое изучение т. н. «мультифоников», а также нетрадиционной аппликатуры и приёмов звукоизвлечения на фаготе. За сотрудничеством с Пенацци, последовали аналогичные исследования возможностей гобоя с Лоренсом Сингером, кларнета — с Джузеппе Габарино, флейты — с Пьерлуиджи Менкарелли. Свои находки Бартолоцци обобщил в книге «Новые звуки для деревянных духовых», опубликованной в Лондоне «Oxford University Press» (под редакцией Смита Бриндла, 1967). В 1971 году вышел перевод книги на немецкий, и, наконец, в 1974 году издательство «Suvini Zerboni» опубликовало её в Италии.
Следующий период творчества Бартолоцци ознаменовался сочинением серии пьес для маленького ансамбля, названных им «Концертациями», где расширенной трактовке инструментов соответствовала и новаторская система нотации, направленная на переосмысление как акта интерпретации, так и слушания.
В 1960-е годы композиторский язык Бартолоцци обогатился алеаторикой (серия пьес «Коллаж» для гобоя (1968), фагота (1969) и кларнета (1973) и микрохроматикой (например, «Три воспоминания о небе», для сопрано и десяти инструменталистов, 1967).
Итог экспериментам Бартолоцци был подведён в экзистенциальной музыкальной драме «Всё, что тебе доводилось видеть» (1965—1970) на либретто композитора по мотивам радиопьесы Гюнтера Айха «Сны». Мотивы отчуждения человека нашли своё музыкальное выражение в контрастном сопоставлении акустического и электронного, а также в использовании расширенной вокальной техники. Это сочинение Бартолоцци ставится в один ряд с «Нетерпимостью 1960» Ноно и другими произведениями политически ангажированного авангардного музыкального театра тех лет.
На сегодняшний день музыка Бартолоцци относительно широко известна в Европе, особенно в Великобритании, а также в США, при этом практически не исполняясь в его родной Италии, оставаясь там уделом репертуара отдельных инструменталистов из-за представляющих для них интерес технических особенностей сочинений (мультифоники и пр.). Ряд работ остаётся неопубликованным.